# Royal College of Organists
Royal College of Organists (RCO) grundades 1864 i London av organisten Richard Limpus. Det fick officiellt kungligt beskydd 1893 under Edmund Turpin. Numera förflyttad till Birmingham.